# الدهرشية (حبيل جبر)

تعديل مصدري - تعديل

الدهرشية هي إحدى قرى عزلة حبيل جبر بمديرية حبيل جبر التابعة لمحافظة لحج، بلغ تعداد سكانها 138 نسمة حسب تعداد اليمن لعام 2004.